# М'яльяно
М'яльяно (італ. Miagliano, п'єм. Miajan) — муніципалітет в Італії, у регіоні П'ємонт, провінція Б'єлла.
М'яльяно розташовані на відстані близько 550 км на північний захід від Рима, 70 км на північний схід від Турина, 6 км на північ від Б'єлли.
Населення — 644 особи (2014).

## Демографія
Населення за роками:

Станом на 1 січня 2023 року в муніципалітеті офіційно проживало 37 іноземців з 11 країн, серед них 8 громадян країн Євросоюзу.

## Сусідні муніципалітети
- Андорно-Мікка
- Сальяно-Мікка